# Pau Sala
Pau Sala Vallmajo (Vilabertran, Gerona, Cataluña, España, 20 de octubre de 2004) es un jugador de baloncesto que juega de base y su actual equipo es el Bàsquet Girona de la Liga ACB.

## Trayectoria
Formado en el Bàsquet Vilafant y en las categorías inferiores de Bàsquet Girona, en la temporada 2022-23 forma parte del filial de la Liga EBA. 
El 26 de septiembre de 2023, hace su debut en la Liga Endesa, en un encuentro frente al Valencia Basket.
Semanas más tarde, en el partido de liga frente al Real Madrid Baloncesto que acabaría con derrota por 74 a 93, anota dos puntos en sus 12 minutos en pista.